# Az Oricon mangalistájának első helyezettjei (2013)
Ez a lista a japán Oricon minden héten közzétett manga eladási listájának 2013-as első helyezettjeit sorolja fel.

## Első helyezettek
| Hét | Dátum                      | Cím                            | Író                            | Kiadó          | Eladott példány | Forrás |
| --- | -------------------------- | ------------------------------ | ------------------------------ | -------------- | --------------- | ------ |
| 1   | Január 7–13.               | Nacume júdzsin-csó, 15. kötet  | Midorikava Juki                | Hakusensha     | 135 185         | [ 1 ]  |
| 2   | Január 14–20.              | Gin no szadzsi, 6. kötet       | Arakava Hiromu                 | Shogakukan     | 414 297         | [ 2 ]  |
| 3   | Január 21–27.              | Kimi ni todoke, 18. kötet      | Siina Kahuro                   | Shueisha       | 473 368         | [ 3 ]  |
| 4   | Január 28–február 3.       | Kimi ni todoke, 18. kötet      | Siina Kahuro                   | Shueisha       | 290 488         | [ 4 ]  |
| 5   | Február 4–10.              | Kuroko no Basket, 21. kötet    | Fudzsimaki Tadatosi            | Shueisha       | 430 505         | [ 5 ]  |
| 6   | Február 11–17.             | Fairy Tail, 36. kötet          | Masima Hiro                    | Kodansha       | 181 008         | [ 6 ]  |
| 7   | Február 18–24.             | Magi, 16. kötet                | Ótaka Sinobu                   | Shogakukan     | 308 469         | [ 7 ]  |
| 8   | Február 25–március 3.      | One Piece, 69. kötet           | Oda Eiicsiró                   | Shueisha       | 404 920         | [ 8 ]  |
| 9   | Március 4–10.              | One Piece, 69. kötet           | Oda Eiicsiró                   | Shueisha       | 1 842 220       | [ 9 ]  |
| 10  | Március 11–17.             | One Piece, 69. kötet           | Oda Eiicsiró                   | Shueisha       | 298 509         | [ 10 ] |
| 11  | Március 18–24.             | Drifters, 3. kötet             | Hirano Kóta                    | Shonen Gahosha | 271 577         | [ 11 ] |
| 12  | Március 25–31.             | Kurosicudzsi, 16. kötet        | Toboszo Jana                   | Square Enix    | 322 137         | [ 12 ] |
| 13  | Április 1–7.               | Naruto, 64. kötet              | Kisimoto Maszasi               | Shueisha       | 648 836         | [ 13 ] |
| 14  | Április 8–14.              | Singeki no kjodzsin, 10. kötet | Iszajama Hadzsime              | Kodansha       | 417 414         | [ 14 ] |
| 15  | Április 15–21.             | Gin no szadzsi, 7. kötet       | Arakava Hiromu                 | Shogakukan     | 370 676         | [ 15 ] |
| 16  | Április 22–28.             | Vagabond, 35. kötet            | Inoue Takehiko                 | Kodansha       | 277 732         | [ 16 ] |
| 17  | Április 29–május 5.        | Kuroko no Basket, 22. kötet    | Fudzsimaki Tadatosi            | Shueisha       | 406 745         | [ 17 ] |
| 18  | Május 6–12.                | Anszacu kjósicu, 4. kötet      | Macui Júszei                   | Shueisha       | 132 529         | [ 18 ] |
| 19  | Május 13–19.               | Magi, 17. kötet                | Ótaka Sinobu                   | Shogakukan     | 227 244         | [ 19 ] |
| 20  | Május 20–26.               | Inu x Boku SS, 9. kötet        | Fudzsivara Kokoa               | Square Enix    | 223 264         | [ 20 ] |
| 21  | Május 27–június 2.         | Pandora Hearts, 20. kötet      | Mocsizuki Dzsun                | Square Enix    | 87 211          | [ 21 ] |
| 22  | Június 3–9.                | One Piece, 70. kötet           | Oda Eiicsiró                   | Shueisha       | 2 019 094       | [ 22 ] |
| 23  | Június 10–16.              | One Piece, 70. kötet           | Oda Eiicsiró                   | Shueisha       | 397 934         | [ 23 ] |
| 24  | Június 17–23.              | Fairy Tail, 38. kötet          | Masima Hiro                    | Kodansha       | 263 367         | [ 24 ] |
| 25  | Június 24–30.              | Kimi ni todoke, 19. kötet      | Siina Kahuro                   | Shueisha       | 597 339         | [ 25 ] |
| 26  | Július 1–7.                | Naruto, 65. kötet              | Kisimoto Maszasi               | Shueisha       | 621 846         | [ 26 ] |
| 27  | Július 8–14.               | Gin no szadzsi, 8. kötet       | Arakava Hiromu                 | Shogakukan     | 386 153         | [ 27 ] |
| 28  | Július 15–21.              | Conan, a detektív, 80. kötet   | Aojama Gósó                    | Shogakukan     | 291 054         | [ 28 ] |
| 29  | Július 22–28.              | Giant Killing, 28. kötet       | Cunamoto Maszaja, Cudzsitomo   | Kodansha       | 189 629         | [ 29 ] |
| 30  | Július 29–augusztus 4.     | One Piece, 71. kötet           | Oda Eiicsiró                   | Shueisha       | 1 542 134       | [ 30 ] |
| 31  | Augusztus 5–11.            | Singeki no kjodzsin, 11. kötet | Iszajama Hadzsime              | Kodansha       | 764 022         | [ 31 ] |
| 32  | Augusztus 12–18.           | Singeki no kjodzsin, 11. kötet | Iszajama Hadzsime              | Kodansha       | 290 893         | [ 32 ] |
| 33  | Augusztus 19–25.           | Terra Formars, 6. kötet        | Szagusza Jú, Tacsibana Kenicsi | Shueisha       | 317 248         | [ 33 ] |
| 34  | Augusztus 26–szeptember 1. | Kurosicudzsi, 17. kötet        | Toboszo Jana                   | Square Enix    | 349 405         | [ 34 ] |
| 35  | Szeptember 2–8.            | Naruto, 66. kötet              | Kisimoto Maszasi               | Shueisha       | 679 096         | [ 35 ] |
| 36  | Szeptember 9–15.           | Naruto, 66. kötet              | Kisimoto Maszasi               | Shueisha       | 172 373         | [ 36 ] |
| 37  | Szeptember 16–22.          | Magi, 18. kötet                | Ótaka Sinobu                   | Shogakukan     | 311 414         | [ 37 ] |
| 38  | Szeptember 23–29.          | Szangacu no Lion, 9. kötet     | Chica Umino                    | Hakusensha     | 299 145         | [ 38 ] |
| 39  | Szeptember 30–október 6.   | Kuroko no Basket, 24. kötet    | Fudzsimaki Tadatosi            | Shueisha       | 364 400         | [ 39 ] |
| 40  | Október 7–13.              | Kuroko no Basket, 24. kötet    | Fudzsimaki Tadatosi            | Shueisha       | 159 795         | [ 40 ] |
| 41  | Október 14–20.             | Gin no szadzsi, 9. kötet       | Arakava Hiromu                 | Shogakukan     | 389 515         | [ 41 ] |
| 42  | Október 21–27.             | Kimi ni todoke, 20. kötet      | Siina Kahuro                   | Shueisha       | 387 520         | [ 42 ] |
| 43  | Október 28–november 3.     | One Piece, 72. kötet           | Oda Eiicsiró                   | Shueisha       | 1 540 005       | [ 43 ] |
| 44  | November 4–10.             | One Piece, 72. kötet           | Oda Eiicsiró                   | Shueisha       | 638 853         | [ 44 ] |
| 45  | November 11–17.            | Szakamoto deszu ga?, 2. kötet  | Szano Nami                     | Kadokawa       | 202 265         | [ 45 ] |
| 46  | November 18–24.            | Terra Formars, 7. kötet        | Szagusza Jú, Tacsibana Kenicsi | Shueisha       | 312 009         | [ 46 ] |
| 47  | November 25–december 1.    | Real, 13. kötet                | Inoue Takehiko                 | Shueisha       | 156 852         | [ 47 ] |
| 48  | December 2–8.              | Naruto, 67. kötet              | Kisimoto Maszasi               | Shueisha       | 653 624         | [ 48 ] |
| 49  | December 9–15.             | Singeki no kjodzsin, 12. kötet | Iszajama Hadzsime              | Kodansha       | 924 685         | [ 49 ] |
| 50  | December 16–22.            | Fairy Tail, 41. kötet          | Masima Hiro                    | Kodansha       | 283 437         | [ 50 ] |
| 51  | December 23–29.            | Ao no Exorcist, 12. kötet      | Kató Kazue                     | Shueisha       | 276 710         | [ 51 ] |
| 52  | December 30–január 5.      | Ao no Exorcist, 12. kötet      | Kató Kazue                     | Shueisha       | 214 948         | [ 52 ] |